# Chromatografia kolumnowa
Chromatografia kolumnowa – jedna z metod chromatograficznych, służąca do rozdzielania mieszanin.
Polega na wprowadzeniu mieszaniny na adsorbent (stałą fazę stacjonarną) umieszczony w cylindrycznej kolumnie i rozdzieleniu jej na składniki przy użyciu ciekłej fazy ruchomej, wprowadzanej z odpowiedniego zbiornika lub dolewanej bezpośrednio na kolumnę. Przepływ fazy ruchomej może być grawitacyjny lub wymuszony przez niewielkie nadciśnienie wprowadzanego eluentu (uzyskiwane na przykład za pomocą pompy perystaltycznej lub sprężonego gazu) lub przez niewielkie podciśnienie u wylotu kolumny (uzyskiwane na przykład za pomocą pompki wodnej).
Składniki mieszaniny przemieszczają się ku dołowi z szybkością zależną od siły oddziaływań ich cząsteczek z adsorbentem. Siła tych oddziaływań zależy od budowy cząsteczek, dlatego poszczególne składniki przemieszczają się z różną szybkością i dzięki temu rozdzielone składniki można kolejno odbierać na dole kolumny. Odparowanie rozpuszczalnika z odpowiednich porcji wycieku (frakcji) pozwala na otrzymanie czystych składników mieszaniny.
W zależności od wielkości kolumn i ilości rozdzielanego materiału chromatografia kolumnowa może być wykonywana w skali analitycznej, laboratoryjnej (półpreparatywnej, preparatywnej) i przemysłowej.